# Mater Matuta étrusque

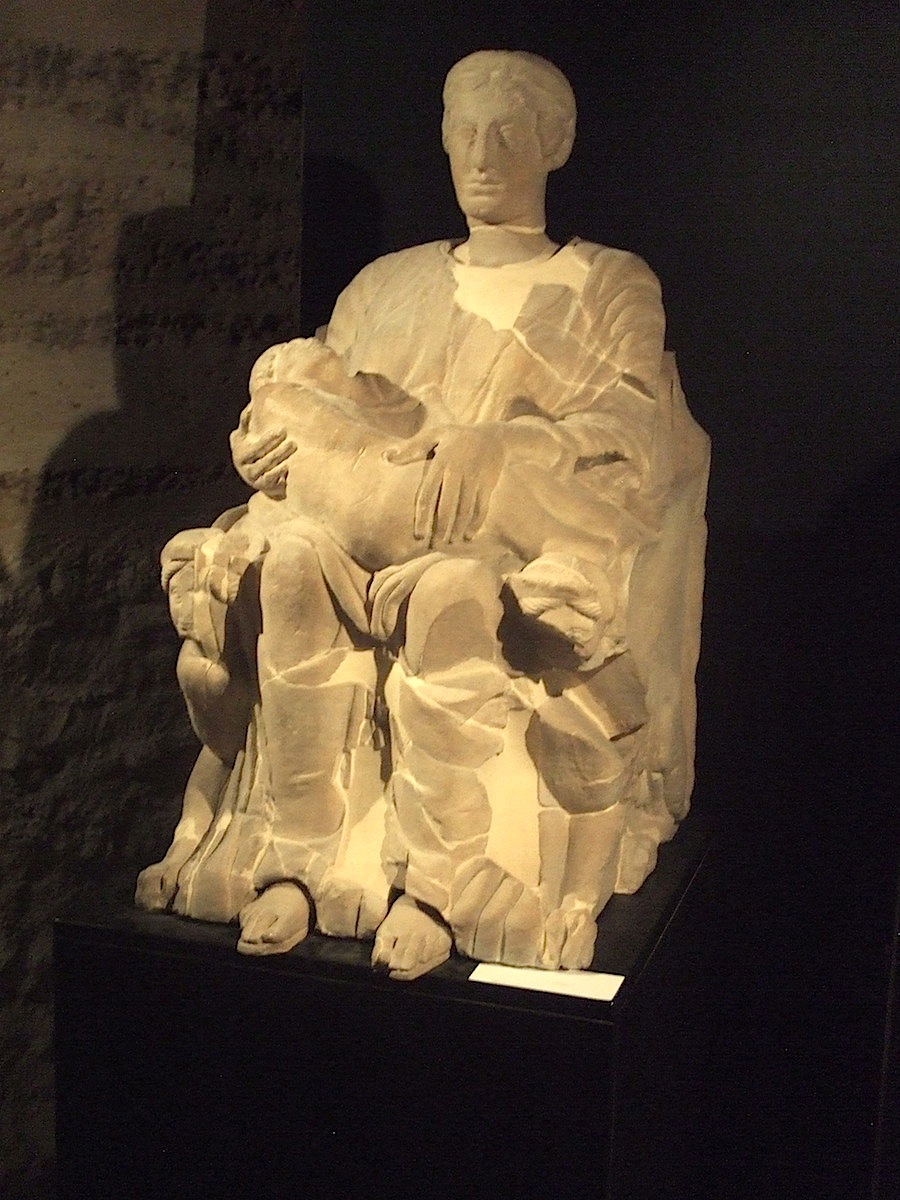
La Mater Matuta étrusque dans son espace scénographié du musée civique de Chianciano Terme.

La Mater Matuta étrusque est une statue étrusque découverte près de Chianciano Terme en province de Sienne (Italie). 

## Histoire
Cette statue funéraire  fut découverte en 1846 par  Luigi Dei  sur le lieu-dit La Pedata, à un kilomètre  au sud de la ville de Chianciano Terme.
Taillée dans un bloc de pietra fetida, cette figuration sculptée de  Mater Matuta (déesse de l'aurore, de la venue au monde, de la maternité...) fut restaurée après sa découverte au XIXe siècle et certaines parties manquantes reconstituées.
Transférée à Florence, elle fut de nouveau restaurée après avoir été endommagée par les inondations de Florence en 1966, ce qui permit de remplacer les ajouts précédents.
Elle est conservée et  exposée au musée civique de  Chianciano Terme.

## Description
Il s'agit de la représentation d'une  mère, assise sur un trône de forme cubique, portant sur ces genoux un bébé langé tenu par ses bras, à la fois figure de la défunte et de la déesse (Tujltha, protectrice des morts, la Perséphone grecque et plus tard la Proserpine romaine, ou Mater Matuta).
La tête et les pieds amovibles permettent de la qualifier de statue cinéraire, qui devait contenir l'urne cinéraire  de la défunte (selon Milani). Elle est donc à rapprocher du canope de Chiusi, issu de l'ossuaire villanovien. Son esthétique plus anthropomorphe, qui correspond à l'époque classique,  permet de la dater des années 450-440 av. J.-C.
La différence des rendus des drapés entre l'aspect massif du corps complet et les détails des bras  de la mère et du bébé langé révèle le goût étrusque pour une représentation plus symbolique que trop réaliste (voir l'article esthétique étrusque).